# Trygodes spoliataria
Trygodes spoliataria är en fjärilsart som beskrevs av Heinrich Benno Möschler 1881. Trygodes spoliataria ingår i släktet Trygodes och familjen mätare. Inga underarter finns listade i Catalogue of Life.